# Макропод цейлонський
Цейло́нський макропо́д (Belontia signata) — тропічний прісноводний вид лабіринтових риб з родини осфронемових (Osphronemidae).

## Поширення
Ендемік острова Шрі-Ланка (колишній Цейлон). Ці риби водяться в центральній та південно-західній частинах країни, в басейнах річок Махавелі, Келані, Калу. Живуть як у гірських річках (на висотах до 800 м), так і в струмках та ставках, розташованих у низинних районах. Це переважно неглибокі водойми з повільною течією та чистою прозорою водою. Ґрунт зазвичай складається з гальки або піску.
Дуже мало відомо про поведінку B. signata в природі. Зазвичай тримаються поодинці коло берега серед коріння дерев та водяних рослин. Молоді рибки збираються невеликими групами по 3-5 особин. Харчуються комахами та детритом.
Вид занесений до Червоного списку МСОП, має статус «Найменший ризик».
Для рибальства цейлонський макропод не цікавий, але має певне комерційне значення в торгівлі акваріумними рибами.

## Опис
Максимальна довжина самців 15 см, самки трохи менші. Риби мають помірно витягнуте, міцне, високе, овальної форми тіло, сильно стиснуте з боків. Голова у молодих риб загострена, але з віком вона круглішає, особливо в старих самців, які мають горбатий лоб. Через це лінія спини виглядає більш вигнутою, ніж лінія черева.
Формула плавців: D XVI-XVII/9-10, A XIII-XVI/10-12, P 11-13, V I/5, C 15-1. Спинний і анальний плавці супроводжують більшу частину тіла, мають аналогічну форму, ззаду загострені. Кінці хвостового плавця розходяться у вигляді виделки, передні промені черевних плавців подовжені.
У бічній лінії 29-30 лусок.
Забарвлення цейлонських макроподів досить привабливе. Молоді риби сіро-зелені або оливково-зелені, згодом вони стають червонуватими, а в зрілому віці основне забарвлення стає червонувато-коричневим з неясним малюнком, що складається з темних і світлих смужок. Центральна частина кожної луски виблискує бірюзовими кольором. Такий малюнок поширюється на спинний, анальний і хвостовий плавці. Очі сяють бірюзово-синім кольором.
Промені плавців червоно-коричневі, а проміжки між ними бірюзові, всі непарні плавці мають бірюзову облямівку. На грудних плавцях біля кореня знаходиться темна пляма.
Статеві відмінності невиразні. Самці стрункіші, трохи більші за самок, кінці спинного, анального і хвостового плавців у них трохи довші. Дорослі самки товщі за самців, мають трохи світліше забарвлення. У самців у задній нижній частині спинного плавця розташована чорна кругла пляма.
У природі існує декілька локальних форм цього виду, які мають деякі відмінності в морфології та малюнку на тілі.
Цейлонські макроподи — лабіринтові риби, над зябрами у них розташований спеціальний лабіринтовий орган, який дозволяє їм використовувати для дихання атмосферне повітря.

## Утримання в акваріумі
Це досить великий, як на акваріумних риб, вид. Через свої розміри цейлонські макроподи мало поширені в акваріумах, але завдяки гарному забарвленню мають певну кількість своїх прихильників серед аматорів.
Цейлонські макроподи мало підходять до спільного акваріума. Причиною тому є не лише їхні розміри, а й сварливий характер. З віком риби стають все нестерпнішими, б'ються та кусаються. Ідеальні сусіди для цих сильних риб — цихліди із Центральної й Південної Америки. Для такої спільноти потрібен акваріум місткістю 450—600 літрів, декорований камінням, корчами та засаджений великими сильними рослинами. Пара белонтій знаходить собі схованки серед рослин, влаштовуючи там власну територію, і нікого не пускає до неї. Брутальні у стосунках з меншими сусідами.
Якщо тримати цейлонських макроподів окремо, то для пари риб потрібен акваріум довжиною не менше 100 см. Більше місця потрібно в першу чергу через агресивність цих риб, їх нетерпимість одна до одної та інших риб. У той же час за поведінкою вони є досить спокійними, навіть лякливими, мало рухаються, весь час тримаються у схованках. В акваріумі має бути густа рослинність, включаючи рослини, що плавають на поверхні води. Влаштовують численні схованки з коріння або каміння. Зверху акваріум накривають склом, адже цейлонські макроподи можуть вистрибувати із води. До того ж це дозволить зберігати над поверхнею води тепле повітря, щоб риби не застудилися. Цейлонські макроподи — лабіринтові риби, вони періодично спливають до поверхні води за черговим ковтком повітря.
Риби вимогливі до тепла й потребують температури 24-28 °C, хоча виносять короткочасне зниження її до 20-22 °C. До складу води суттєвих вимог не виставляють. Цейлонські макроподи — витривалі риби з відмінним апетитом. Перевагу надають живим кормам, таким як дощові черв'яки, енхитреї, трубковик, зоопланктон, личинки комарів і водяних комах, летючі комахи і цвіркуни, мальки риб. Дають їм також подрібнене яловиче м'ясо, штучні корми у вигляді пластівців, гранул або пасти. З годівлею проблем не виникає.

## Розведення
Успіх розведення цейлонських макроподів залежить від того, наскільки пара риб підходить одна одній. Риби самі знаходять собі пару і в акваріумі тримаються разом.
Самець будує гніздо з бульбашок під листком рослини або під похилою частиною зануреного у воду каменя, іноді просто на поверхні води. Його конструкція настільки примітивна, що її важко назвати справжнім гніздом. Це просто декілька бульбашок з повітрям, не завжди зібраних докупи.
Нерест порційний, за один акт відкладається до 40 ікринок, а загалом їх буває 400—500 штук. Шлюбні ігри спокійні й мало помітні. Догляд за кладкою здійснює самець, а самка охороняє територію навколо. При цьому можлива періодична зміна ролей. Батьки поводяться дуже агресивно й нікого не терплять на своїй території. Навіть якщо акваріуміст спробує сунути руку в акваріум, риби можуть боляче її покусати.
Інкубаційний період, залежно від температури води, триває 30-48 годин, ще за 3-6 днів личинки перетворюються на мальків і починають вільно плавати. Вони дуже довго, як для лабіринтових риб, перебувають під опікою батьків.
Визрівають цейлонські макроподи у віці близько 1 року.